# 1180'erne
Århundreder: 11. århundrede – 12. århundrede – 13. århundrede
Årtier: 1130'erne 1140'erne 1150'erne 1160'erne 1170'erne – 1180'erne – 1190'erne 1200'erne 1210'erne 1220'erne 1230'erne
År: 1180 1181 1182 1183 1184 1185 1186 1187 1188 1189

## Personer

### Dødsfald
- 30. august 1181 - Pave Alexander 3.